# 罗刹海市
《罗刹海市》是蒲松龄的短篇小说，包含于《聊齋志異》卷四。该故事分为两部分，讲述了学者兼商人马骥的冒险经历，也是《聊斋志异》中最早被翻译成英文的作品之一。一些评论家认为，《罗刹国》是对虚伪、传统审美标准和民族主義等话题的社会评论。这个故事很可能受到古代印度神话和早期中国文学的启发。

## 情节

### 大罗刹国
马骥，字龙媒，生得俊美，喜欢歌舞，有“俊人”雅号。他十四岁考取秀才，有名气，父亲希望他接替从商。当他与人一起到海外经商时，遭遇狂风，漂流到以醜为美的大罗刹国都市。都市人认为马骥是妖怪。马骥遇到吃的东西跑上前去，都市人惊慌逃跑，马骥便吃剩下的食物。
之后马骥进了一座山村。那里的人像乞丐，衣衫褴褛。时间长了，村人觉得马骥不会吃人，才逐渐接近他。马骥寻问村人害怕他的原因，村人回答，听说由此往西二万六千里，有一个中国，当地人的样子大都长得非常奇怪。
天亮时，村人带领马骥一同前往都城。都城的城墙由黑石砌成，都市人相貌怪异。经由村人介绍，马骥登门拜访执戟郎。次日执戟郎带领马骥参观朝廷，廷中国王和官员相貌怪异，而且职位越高，相貌越醜。
执戟郎以马骥之貌推荐国王，但有官员反对，国王没有下诏。之后马骥与执戟郎喝醉，马骥打扮黑脸作张飞，在执政要员的推荐下终于获得国王的欢心，被任命为下大夫。
然而，朝中官员逐渐察觉马骥的真实身份，马骥因此感到孤立和不安，请求辞官退休，国王未答应，只给他短期休假。
马骥带着财宝回到山村，与村人分享财富，村人感激。村人提到海市是鲛人买卖奇珍异宝的集市。

### 海市
马骥前往海市，远看海中楼阁层叠，贸易船只密集，登岸进城时遇到东洋三太子，在太子带领下进见龙王，并受邀赋诗，获得龙王赞赏，与龙族聚饮。龙王提议马骥娶龙女，马骥答应，与龙女成为夫妻。马骥受封驸马都尉，三天内游遍诸海，得名“马龙媒”而传遍四海。
外出三年，马骥因远离父母想家，邀龙女跟他回家。龙女不忍心因夫妻之爱，夺去父母的天伦之乐。她向马骥说，两地同心就是夫妻，何必朝夕厮守，并透露她似乎有了身孕，请马骥为孩子起名。马骥回应，如果是女孩就叫龙宫，男孩就叫福海，并将一对红玉莲花交给龙女作为信物。龙女说，“三年后，你要泛舟南岛，我把你的后代还给你。”
天亮时，龙王设宴送行，馈送马骥珍宝。
马骥回乡后，发现妻子改嫁，父母健在。马骥牢记三年之约，泛舟南岛，看见一男一女、样貌俊秀的孩子在水上戏水。孩子背上有个锦囊，内有一封信，叙述分隔三年，难以避免的离愁孤守，感慨与所爱的人不能永远在一起；孪生儿女已能自理，送还孩子；虽不能同处，却是恩爱的夫妻，以信物作为联系的象征；遗憾公婆未见，展望将来母女相聚。马骥反复读信，直抹眼泪。
马骥母亲去世后，墓地有个披麻戴孝的女子出现，狂风雷雨之后却消失。儿子福海长大后常思念母亲，女儿龙宫常独自哭泣。某日白天骤然变暗，龙女出现，劝龙宫不要哭，赠送她嫁妆；马骥听见龙女的声音，伤心地抓住龙女的手，然而一声雷响，龙女消失不见了。

## 出版历史
该故事《罗刹海市》最初发表于蒲松龄的近五百篇短篇小说集《聊齋志異》中。英国汉学家翟理斯在《聊斋志异》的翻译本《Strange Stories from a Chinese Studio》于1880年出版之前，已于1877年将《罗刹海市》译成英文本《The Lo-Ch'a Country and the Sea Market》。

## 评说
唐梦赉认为《罗刹海市》以讽刺的手法揭开稀奇古怪的故事。在《聊斋志异》第二序言中，他表示这些稀奇古怪的故事与人类的道德是息息相关的。
在1877年《罗刹海市》的翻译本中，翟理斯表示他对故事前半部的偏好，同时指出后半部受到中文读者的高度评价。

## 延伸阅读
- 在维基文库阅读本作品原文